# كوماكاي
كوماكاي هي بلدة في مقاطعة آلتينقال في ولاية أنديجان في أوزبكستان.